# Ga Baegyang-ri
Ga Baegyang-ri là ga đường sắt trên Tuyến Gyeongchun.
Gần khu nghỉ dưỡng, goft, trượt truyết Elysain Gangchon Korea

## Bố trí ga
| ↑ Gulbongsan |
| \| ２        |
| Gangchon ↓   |

| ２ | ●Tuyến Gyeongchun →ITX-Cheongchun | → Hướng đi Chuncheon →                                  |
| ３ | ●Tuyến Gyeongchun →ITX-Cheongchun | ← Hướng đi Sangbong · Cheongnyangni · Đại học Kwangwoon |

Nhà ga hiện đại được Korail sửa chữa và xây dựng theo phong cách Hàn